# Televisió de pagament
La televisió per subscripció, televisió de pagament o televisió per abonament, és un servei de televisió amb continguts exclusius, referent a una plataforma multicanal o a un únic canal de pagament. Per tal de visualitzar els continguts, cal la contractació d'un servei amb la companyia distribuïdora, estant disponible a través de la televisió digital terrestre (prèmium), o plataformes de televisió per cable, satèl·lit i IPTV.
El servei de pagament per visió (PPV) i el vídeo sota demanda són una opció complementària que ofereixen algunes plataformes de pagament, en la qual l'usuari paga per accedir a un contingut televisiu concret, com ara un esdeveniment esportiu o una pel·lícula.

## Programació
La televisió per subscripció ha canviat el model de negoci dels canals especialitzats, ja que poden transmetre programes exclusius als quals només s'hi pot accedir pagant. Així, la seva tasca consisteix a oferir canals atractius pels quals la gent estigui disposada a pagar. Un exemple en serien els canals temàtics, que es dediquen a un únic àmbit o grup social.
Una companyia de televisió per subscripció pot oferir un paquet bàsic de canals, plans amb més canals i paquets temàtics. Així, cada client escull els seus canals segons el que li interessa veure i els diners que hi vol invertir.
A diferència de la televisió terrestre, és comú que les companyies de televisió per subscripció ofereixin canals amb contingut obscè, escenes de sexe o violència explícits, sense censura. Els sistemes de televisió de pagament es protegeixen de manera habitual amb contrasenya, per tal que únicament els adults puguin sincronitzar-los.
Les pel·lícules comprenen gran part de la programació del paquet prèmium, ja que s'emeten gairebé al mateix temps que es publiquen en DVD o Blu-ray, fet que, en comparació amb els canals del paquet bàsic significa no haver d'esperar-se fins a dos anys per veure-les. Molts dels serveis de televisió per subscripció obtenen drets de pel·lícules a través d'acords exclusius amb els distribuïdors dels films (això no fou una pràctica corrent fins a mitjans de la dècada dels vuitanta als EUA).
Aquestes cadenes també produeixen sèries de televisió original i moltes d'elles han assolit un gran èxit i elogi malgrat la baixa audiència per tenir un cost addicional que la majoria de gent opta per no pagar. Alguns canals prèmium també emeten programes especials de televisió, que solen ser concerts, documentals, comèdies i obres teatrals.
Els canals de televisió més populars cobren a les distribuïdores per cada subscriptor. En altres casos, els canals es distribueixen de manera gratuïta i la companyia de televisió de pagament es limita a cobrar per permetre l'accés al canal.
Alguns canals de televisió per subscripció es financen mitjançant un cobrament per cada subscriptor i no insereixen tandes de publicitat. Alguns d'ells emeten els seus programes de forma ininterrompuda. En altres casos, les pauses s'empren per anunciar altres programes i canals, o a fi de mostrar contingut addicional, com ara el "darrere les escenes" de pel·lícules, moments destacats d'esdeveniments esportius, o videoclips musicals.
Aquests canals es prohibiren durant molts anys en nombrosos països (fins i tot capitalistes), ja que discriminen els seus espectadors pel seu nivell econòmic. Per exemple, a espanya només s'autoritzaren a partir dels anys noranta. Actualment, a causa de l'economia capitalista globalitzada imperant al món, gairebé no hi ha països on estigui prohibida l'existència d'aquests canals. Un dels pocs exemples és Corea del Nord, on només es permet la recepció del canal de la Televisió Pública de Corea del Nord.